# Fonti e storiografia su Eliogabalo

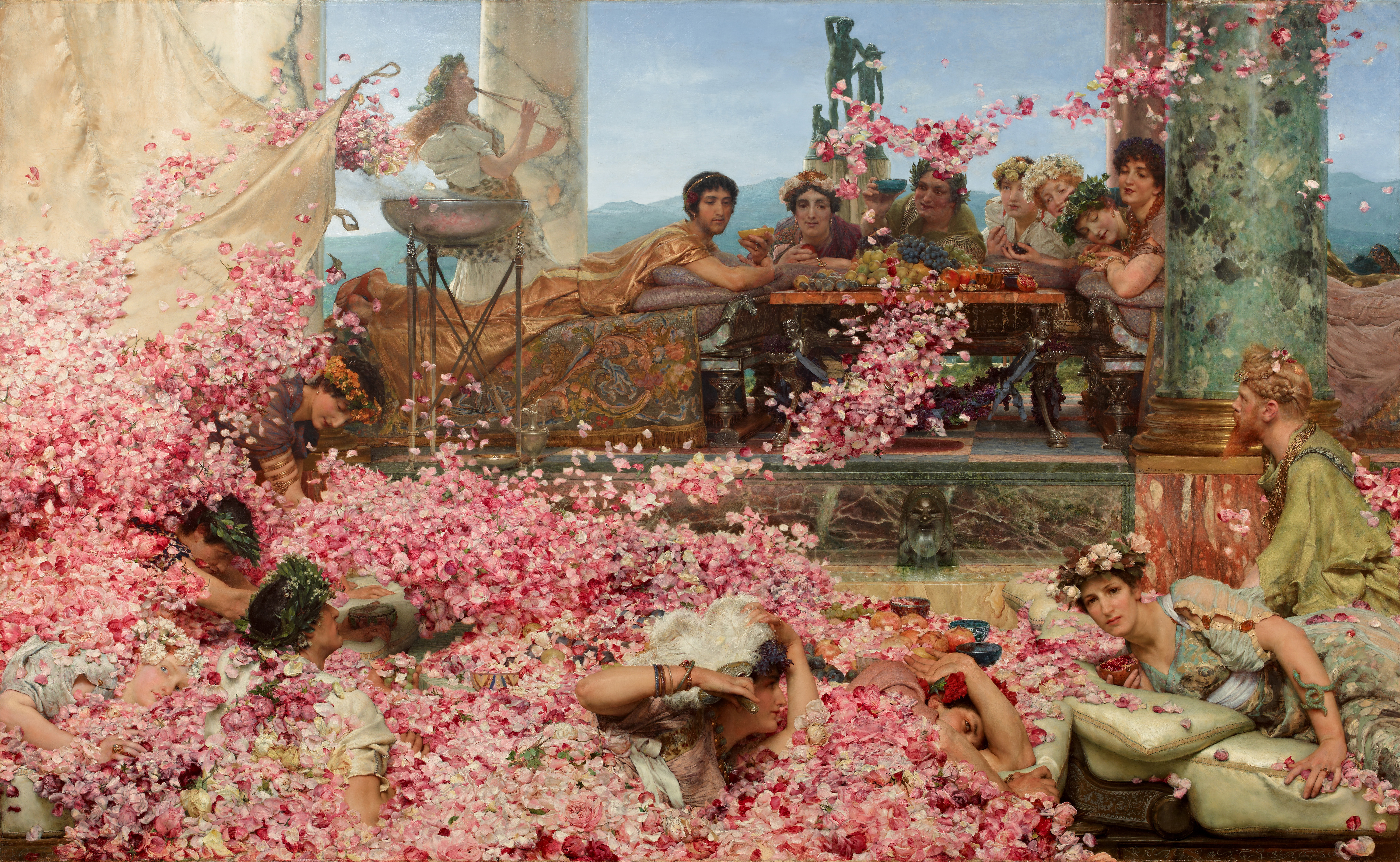
Le rose di Eliogabalo di Lawrence Alma-Tadema (1888), olio su tela.

Per fonti e storiografia su Eliogabalo si intendono le principali fonti (letterarie, numismatiche, archeologiche, ecc.) contemporanee alla vita dell'imperatore romano Eliogabalo, nonché la descrizione degli eventi di quel periodo e l'interpretazione datane dagli storici, formulandone un chiaro resoconto (logos), grazie anche all'utilizzo di più discipline ausiliarie.

## Nella storiografia antica
Alla morte di Eliogabalo, venne architettata una campagna propagandistica contro l'imperatore defunto, tradizionalmente attribuita a Giulia Avita Mamea. Molte storie denigratorie e false vennero fatte circolare su di lui, in cui le sue eccentricità furono esagerate. La più famosa di queste, immortalata nel dipinto del XIX secolo Le rose di Eliogabalo, racconta che l'imperatore uccise gli ospiti di una sua cena soffocandoli con una massa di petali di profumate rose, "viole e altri fiori" fatta cadere dal soffitto.

### Historia Augusta
La fonte di molte di queste storie sulla depravazione di Eliogabalo è l'Historia Augusta ("Storia augustea"), che gli studiosi ritengono oggi consensualmente inaffidabile nei suoi dettagli. L'Historia Augusta venne probabilmente composta nel IV secolo, sotto l'imperatore Teodosio I, e si basa tanto su fonti storiche precedenti quanto sulle invenzioni del suo autore; la Vita di Eliogabalo, uno dei capitoli che costituiscono l'opera, viene infatti considerata in larga parte un frutto della fantasia, mentre solo le sezioni 13 e 17, che raccontano la caduta di Eliogabalo, sono considerate di qualche rilievo come fonte storica.

### Cassio Dione
Cassio Dione Cocceiano visse dalla seconda metà del II secolo fino a dopo il 229; nato da famiglia patrizia, fu a lungo un funzionario imperiale di alto livello, senatore sotto Commodo, governatore di Smirne dopo la morte di Settimio Severo, console suffetto, proconsole d'Africa e Pannonia, infine console sotto Alessandro Severo, che lo stimò molto.
Cassio Dione scrisse una Storia romana che copre circa un millennio, dall'arrivo di Enea in Italia fino al 229. In quanto contemporaneo di Eliogabalo, la versione di Cassio Dione del regno di questo imperatore è considerata più affidabile di quella della Historia Augusta, sebbene vada notato che Cassio Dione passò la gran parte del regno di Eliogabalo fuori da Roma e che dovette dunque basarsi su racconti di seconda mano. Per di più, il clima politico seguito al regno di Eliogabalo, così come la posizione di Cassio Dione all'interno dell'apparato governativo di Alessandro Severo, impose delle limitazioni a quanto di vero poteva essere inserito nell'opera.

### Erodiano
Un altro contemporaneo di Eliogabalo fu Erodiano, un funzionario civile di rango inferiore di origine siriana, che visse dal 170 circa al 240. Il suo lavoro, la Storia dell'Impero romano dopo Marco Aurelio, è una testimonianza diretta che va dal regno di Commodo a quello di Gordiano III. Il lavoro di Erodiano e quello di Cassio Dione si sovrappongono temporalmente, ma sono consistenti indipendentemente.
Sebbene Erodiano non sia considerato affidabile come Cassio Dione, il fatto che non abbia pretese letterarie e storicistiche lo rende meno partigiano degli storici senatoriali; dimostra infatti di essere meno ostile ad Eliogabalo di Cassio Dione, e si astiene dal descrivere particolari irrilevanti delle pratiche sessuali.
Erodiano è considerato la fonte principale per le riforme religiose che furono promosse da Eliogabalo e che sono state confermate dalle moderne indagini numismatiche. e archeologiche.

## Nella storiografia posteriore

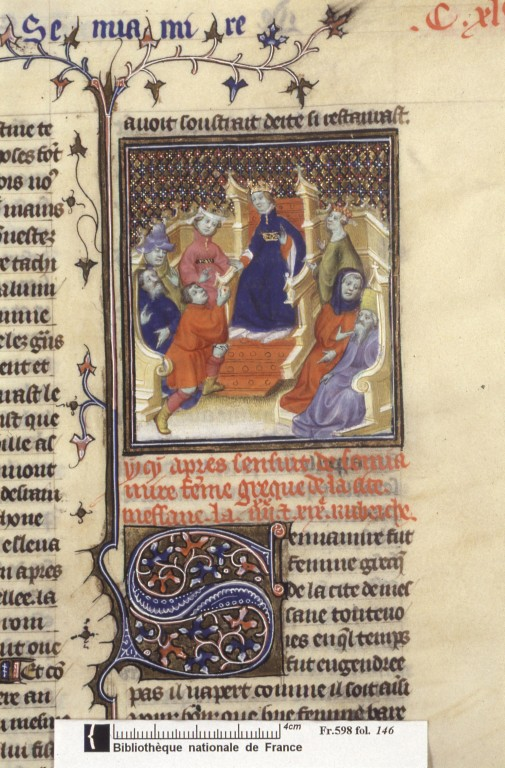
Giulia Soemia in Senato, da un manoscritto francese del XV secolo del De mulieribus claris di Giovanni Boccaccio

Nel Medioevo la figura di Eliogabalo era conosciuta solo tramite fonti tarde e scarse, come l'Epitome dei Cesari e gli autori patristici Orosio e Girolamo; di conseguenza, solo pochi autori ne parlarono, come Ottone di Frisinga e Vincenzo Bellovacense.
Nel Rinascimento vennero recuperate alcune fonti. Giovanni Boccaccio dedicò un capitolo del suo De mulieribus claris, un libro in latino sulle donne celebri, alla madre di Eliogabalo, facendone un ritratto negativo e collegando la propensione al vizio dell'imperatore con l'influenza esercitata su di lui dalle donne, a mo' di avvertimento contro l'esercizio femminile del potere.
Niccolò Machiavelli cita Eliogobalo ne Il Principe nel capitolo XIX (come evitare il disprezzo e l'odio). Il cinico ma avveduto scrittore fiorentino definisce Eliogobalo talmente spregevole da non essere degno di vivere.
L'influenza di Edward Gibbon fece sì che fino al XIX secolo la storiografia fosse dominata dall'interpretazione del governo di Eliogabalo come un dispotismo orientale, trionfante sulle virtù romane tradizionali.